# Caenopedina porphyrogigas
Caenopedina porphyrogigas is een zee-egel uit de familie Pedinidae.
De wetenschappelijke naam van de soort werd in 2009 gepubliceerd door Anderson.